# Cynthia in the Wilderness
Cynthia in the Wilderness er en britisk stumfilm fra 1916 af Harold Weston.

## Medvirkende
- Eve Balfour som Cynthia Elwes.
- Ben Webster som Laurence Cheyne.
- Milton Rosmer som Harvey Elwes.
- Odette Goimbault som Erica.
- Barbara Hannay.